# Oleksa Novakivs'kyj

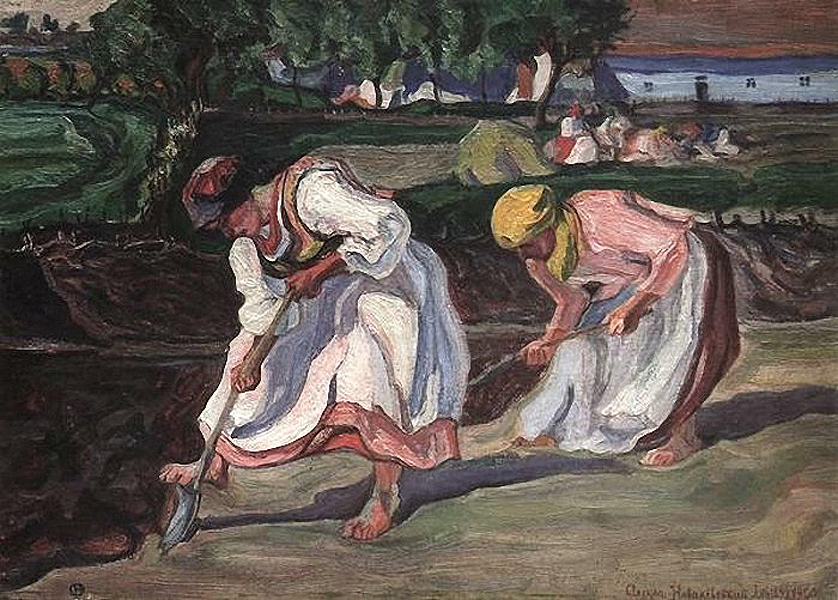
Scavare in giardino

Oleksa Charlampijovyč Novakivs'kyj (in ucraino Олекса Харлампійович Новаківський?; Obodyvka, 14 marzo 1872 – Leopoli, 29 agosto 1935) è stato un pittore e insegnante ucraino conosciuto soprattutto come impressionista.

## Biografia
Nacque da un guardaboschi che lavorava nella tenuta di un'aristocratica famiglia polacca. Un nobile locale prese atto del suo talento e gli fornì i mezzi economici per perseguire un'educazione artistica. Dal 1888 al 1892 studiò a Odessa con l'acquarellista e pittore decorativo Filip Klimenko (1862-1917). Un ulteriore sostegno gli permise di trasferirsi all'Accademia di Belle Arti di Cracovia, dove lavorò con Jan Matejko (fino alla sua morte) e poi con Leon Wyczółkowski, tra gli altri. Si laureò nel 1900.
Per circa dieci anni visse nel villaggio di Mogila, oggi al confine polacco-ucraino. Condivideva una casa con un'anziana vedova di cui in seguito sposò la figlia. La sua prima mostra fu con la Società per lo sviluppo dell'arte russa, nel 1901, ma ottenne poca attenzione fino alla sua mostra personale a Cracovia nel 1911.
Si trasferì a Leopoli nel 1913, con il patrocinio dell'arcivescovo metropolita, Andrej Szeptycki. Poco dopo, fondò la sua scuola d'arte. La maggior parte dei famosi pittori della Galizia dell'inizio del XX secolo vi studiò, almeno brevemente. 
La sua mostra di maggior successo risale al 1921. Dal 1924 al 1925 fu preside delle arti presso la Secret Ukrainian University.
È sepolto nel cimitero di Lychakiv. Nel 1972  è stata fondato a Leopoli l'Oleksa Novakivskiy Memorial Art Museum.